# Voluntary (musique)
Un voluntary est une pièce musicale de tradition anglaise, généralement pour orgue, qui est jouée dans le cadre d'un service religieux, servant généralement de prélude ou de postlude. 
Le mot anglais voluntary était souvent utilisé par les compositeurs anglais à la fin de la Renaissance ou à l'époque baroque pour nommer un morceau de musique libre pour orgue, c'est-à-dire n'ayant pas besoin d'être composé sous une forme stricte comme par exemple une sonate ou une fugue. L'œuvre devait donner l'impression d'être improvisée (le mot voluntary signifie « libre », voulant par là signifier qu'il ne s'agit pas de se cantonner à une forme précise).
Des compositeurs comme Orlando Gibbons, John Blow, Henry Purcell, William Boyce, John Stanley, William Walond et William Hayes ont écrit des voluntary, bien qu'ils aient parfois préféré utiliser d'autres titres comme « fancy » (une forme anglaise du mot italien « fantasia »), ou même « fugue ». Cependant, ces œuvres nommées « fugue »  n'ont pas été composées dans un style de fugue à proprement parler : elles commencent seulement par une imitation comme dans une fugue, mais continuent ensuite dans un style plus libre. Quelques compositions de Haendel portent le titre de « fugue or voluntary », ce qui souligne l'imprécision du terme (HWV 605 à 610). 
Il existe également des « double voluntary ». Il s'agit de pièces écrites pour orgue à deux claviers, les pièces contrastant entre un jeu fort et un jeu doux.
Certains voluntary étaient connus sous le nom de « trumpet voluntary ». Il s'agissait de voluntary dont la mélodie était jouée (à la main droite) sur un jeu d'orgue appelé « trompette » ou « cornet ». L'allure est souvent celle d'une marche solennelle. Un célèbre trumpet voluntary, est celui de Jeremiah Clarke (que l'on croyait composé par Purcell). Au XVIIIe siècle, le compositeur John Stanley écrivit de nombreux trumpet voluntary.

## Sources
- (en) John Caldwell, « Voluntary », dans Stanley Sadie (éd.), The New Grove Dictionary of Music and Musicians, Londres, Macmillan, 2001, 2e éd., 25 000 p., 29 volumes (ISBN 9780195170672, lire en ligne)